# Nati il 12 dicembre

## XIII secolo(1)
- 1298 - Alberto II lo Sciancato, nobile austriaco († 1358)

## XV secolo(2)
- 1448 - John Talbot, III conte di Shrewsbury, militare inglese († 1473)
- 1479 - Leandro Alberti, storico, filosofo e teologo italiano († 1552)

## XVI secolo(12)
- 1510 - Carlo di Navarra, principe († 1528)
- 1526 - Álvaro de Bazán, generale spagnolo († 1588)
- 1535 - Jacopo Corbinelli, letterato e filologo italiano
- 1535 - Gilbert Génébrard, vescovo, teologo e ebraista francese († 1597)
- 1541 - Johann Bauhin, botanico e medico svizzero († 1613)
- 1559 - Cesare Rinaldi, poeta italiano († 1636)
- 1574 - Adamo Venceslao di Teschen, duca († 1617)
- 1574 - Anna di Danimarca, sovrana († 1619)
- 1590 - Camillo Melzi, cardinale e arcivescovo cattolico italiano († 1659)
- 1591 - Johann Christoph von Liechtenstein-Kastelkorn, vescovo cattolico austriaco († 1643)
- 1596 - Edward Osborne, politico inglese († 1647)
- 1600 - Dionigi della Natività, missionario francese († 1638)

## XVII secolo(11)
- 1612 - Janusz Radziwiłł, sovrano lituano († 1655)
- 1626 - Gianfrancesco Ginetti, cardinale e arcivescovo cattolico italiano († 1691)
- 1629 - Simeon Polockij, poeta, scrittore e presbitero russo († 1680)
- 1637 - Cesare Gennari, pittore italiano († 1688)
- 1639 - Charles Boyle, III visconte Dungarvan, nobile e politico inglese († 1694)
- 1653 - Jeremias Süßner, scultore tedesco († 1690)
- 1675 - Benjamin Hederich, latinista, grecista e lessicografo tedesco († 1748)
- 1676 - Alexander Spotswood, politico, militare e esploratore britannico († 1740)
- 1683 - Francesco Maria Benedetti, compositore e francescano italiano († 1749)
- 1685 - Lodovico Giustini, compositore, organista e clavicembalista italiano († 1743)
- 1693 - Giovanni Antonio Pecci, letterato, storico e politico italiano († 1768)

## XVIII secolo(40)
- 1707 - Maria Anna von Kottulinsky, principessa († 1788)
- 1709 - John Gorham, generale britannico († 1751)
- 1712 - Carlo Alessandro di Lorena, generale austriaco († 1780)
- 1715 - Gennaro Manna, compositore italiano († 1779)
- 1716 - Leopoldina Maria di Anhalt-Dessau, nobile († 1782)
- 1724 - Carlo Teodoro di Baviera, principe tedesco († 1799)
- 1724 - Samuel Hood, I Visconte di Hood, ammiraglio britannico († 1816)
- 1726 - Francesco D'Adda, nobile e politico italiano († 1779)
- 1727 - Gregorio Anton Maria Salviati, cardinale italiano († 1794)
- 1727 - Amedeo Svajer, mercante tedesco († 1791)
- 1728 - Pietro Verri, nobile, filosofo e economista italiano († 1797)
- 1731 - Erasmus Darwin, filosofo, poeta e medico britannico († 1802)
- 1742 - Anna Seward, scrittrice, poetessa e critica letteraria inglese († 1809)
- 1745 - John Jay, politico, diplomatico e rivoluzionario statunitense († 1829)
- 1750 - Anne Barnard, scrittrice e socialite scozzese († 1825)
- 1750 - Teodoro Correr, abate e collezionista d'arte italiano († 1830)
- 1750 - George Montagu, ammiraglio britannico († 1829)
- 1752 - Edward Smith-Stanley, XII conte di Derby, nobile e politico inglese († 1834)
- 1753 - William Beechey, pittore inglese († 1839)
- 1756 - Ekaterina Ivanovna Nelidova, nobildonna russa († 1839)
- 1762 - Jacques Charles Bailleul, magistrato e politico francese († 1843)
- 1765 - Nicola II Esterházy, principe († 1833)
- 1766 - Nikolaj Michajlovič Karamzin, scrittore e storico russo († 1826)
- 1767 - Charles Somerset, politico, militare e nobile britannico († 1831)
- 1773 - Bertrand Clauzel, generale e politico francese († 1842)
- 1779 - Maddalena Sofia Barat, religiosa francese († 1865)
- 1779 - Wilhelm Christian Benecke von Gröditzberg, banchiere e collezionista d'arte tedesco († 1860)
- 1782 - Johann Anton Weinmann, botanico tedesco († 1858)
- 1786 - William L. Marcy, politico statunitense († 1857)
- 1788 - Francesco Morelli, fantino italiano († 1822)
- 1790 - Gaetano Forte, pittore italiano († 1871)
- 1791 - Maria Luisa d'Asburgo-Lorena, imperatrice († 1847)
- 1792 - Alessandro Ypsilanti, patriota greco († 1828)
- 1793 - Antonio Gasbarrone, brigante italiano († 1882)
- 1795 - Luigi Ferrarese, psichiatra e politico italiano († 1855)
- 1795 - Julien Vallou de Villeneuve, pittore, litografo e fotografo francese († 1866)
- 1797 - Lucy Anderson, pianista inglese († 1878)
- 1797 - Nicolas Deschamps, presbitero e saggista francese († 1873)
- 1797 - Pierre Léonard Vander Linden, entomologo belga († 1831)
- 1798 - Friedrich August Grotefend, filologo classico, latinista e grammatico tedesco († 1836)

## XIX secolo(166)
- 1801 - Giovanni di Sassonia, sovrano tedesco († 1873)
- 1802 - James Challis, astronomo, matematico e fisico inglese († 1882)
- 1802 - Robert Templeton, naturalista, entomologo e disegnatore irlandese († 1892)
- 1805 - William Lloyd Garrison, giornalista statunitense († 1879)
- 1806 - François Blanc, imprenditore, scrittore e mecenate francese († 1877)
- 1806 - Stand Watie, militare nativo americano († 1871)
- 1812 - Pietro Donati, politico italiano († 1883)
- 1813 - Jakob August Lorent, archeologo, chimico e fotografo tedesco († 1884)
- 1815 - Pietro Giovanni Delprato, veterinario, patologo e igienista italiano († 1880)
- 1816 - Pietro Giovine, arcivescovo cattolico italiano († 1879)
- 1819 - Jules Eugène Lenepveu, pittore francese († 1898)
- 1820 - Carolina Coronado, scrittrice e attivista spagnola († 1911)
- 1820 - Şevkefza Sultan, ottomana († 1889)
- 1821 - Gustave Flaubert, scrittore francese († 1880)
- 1821 - Sigmund Lebert, pianista tedesco († 1884)
- 1821 - Eugenio Valzania, politico e patriota italiano († 1889)
- 1828 - Joachim Joseph André Murat, politico e nobile francese († 1904)
- 1832 - Albert Benjamin Prescott, chimico statunitense († 1905)
- 1832 - Peter Ludwig Mejdell Sylow, matematico norvegese († 1918)
- 1833 - Konrad Hermann Christ, botanico svizzero († 1933)
- 1834 - Guglielmo di Schaumburg-Lippe, nobile († 1906)
- 1835 - Emma Julia Hohenemser, pedagoga tedesca († 1900)
- 1836 - Ulisse Rocchi, politico e medico italiano († 1919)
- 1837 - Bronisław Abramowicz, pittore polacco († 1912)
- 1838 - Sherburne Wesley Burnham, astronomo statunitense († 1921)
- 1838 - Henry Burmester Pulleine, militare britannico († 1879)
- 1839 - Caroline Ingalls, statunitense († 1924)
- 1840 - Agostino Barbini, bibliotecario, pubblicista e funzionario italiano († 1902)
- 1844 - Disma Marchese, vescovo cattolico italiano († 1925)
- 1844 - Cesare Ponza di San Martino, politico e generale italiano († 1915)
- 1845 - Fanny Churberg, pittrice finlandese († 1892)
- 1845 - Johann Albert von Regel, medico, botanico e archeologo svizzero († 1908)
- 1846 - Friederich Wilhelm Zopf, botanico e micologo tedesco († 1909)
- 1847 - Hans Gross, criminologo austriaco († 1915)
- 1847 - Emanuele Paternò, politico e chimico italiano († 1935)
- 1849 - Antonio Guiducci, politico italiano († 1928)
- 1849 - William Kissam Vanderbilt, imprenditore statunitense († 1920)
- 1849 - Franz Penzoldt, medico e farmacologo tedesco († 1927)
- 1851 - Arthur Heygate Mackmurdo, architetto e designer inglese († 1942)
- 1852 - Giovanni Monticolo, storico italiano († 1909)
- 1853 - Clarence Angier, golfista statunitense († 1926)
- 1855 - Gavino Contini, poeta italiano († 1915)
- 1856 - Henry Moret, pittore francese († 1913)
- 1856 - Tomas O'Crohan, scrittore irlandese († 1937)
- 1857 - Lillian Nordica, soprano statunitense († 1914)
- 1857 - Olaf Offerdahl, vescovo cattolico norvegese († 1930)
- 1857 - Lydia Yeamans Titus, cantante e attrice australiana († 1929)
- 1858 - Matvej Matveevič Gedenštrom, diplomatico e agente segreto russo
- 1859 - Riccardo Carafa, nobile, scrittore e militare italiano († 1920)
- 1859 - Louis Gustave Chauveaud, botanico francese († 1933)
- 1859 - Demetrio Tripepi, politico italiano († 1908)
- 1860 - Jan Kasprowicz, poeta polacco († 1926)
- 1861 - Janko Leskovar, scrittore croato († 1949)
- 1862 - Cao Kun, generale e politico cinese († 1938)
- 1862 - André Fauquet-Lemaître, giocatore di polo francese († 1943)
- 1862 - Pietro di Borbone-Spagna, nobile spagnolo († 1892)
- 1862 - Georg Salwe, scacchista polacco († 1920)
- 1862 - Paul von Rohden, insegnante tedesco († 1939)
- 1863 - Edvard Munch, pittore norvegese († 1944)
- 1864 - Paul Elmer More, critico letterario, filosofo e giornalista statunitense († 1937)
- 1865 - Gaetano Luporini, compositore e docente italiano († 1948)
- 1866 - Andrej Ljapčev, politico bulgaro († 1933)
- 1866 - Alfred Werner, chimico svizzero († 1919)
- 1868 - Félix Mesnil, zoologo, microbiologo e biologo francese († 1938)
- 1870 - Edgard Blochet, orientalista francese († 1937)
- 1871 - Edith Campbell, infermiera canadese († 1951)
- 1871 - Francesca French, missionaria britannica († 1960)
- 1871 - Otto Ruff, chimico tedesco († 1939)
- 1872 - Daniel Halévy, storico e saggista francese († 1962)
- 1872 - Heinrich Vogeler, pittore, architetto e poeta tedesco († 1942)
- 1874 - François-Jean-Marie Serrand, vescovo cattolico francese († 1949)
- 1875 - Karel Kmetko, arcivescovo cattolico slovacco († 1948)
- 1875 - Oreste Maggio, medico italiano († 1937)
- 1875 - Gerd von Rundstedt, generale tedesco († 1953)
- 1876 - Alvin Kraenzlein, velocista, ostacolista e lunghista statunitense († 1928)
- 1876 - Édouard Wattelier, ciclista su strada e pistard francese († 1957)
- 1879 - Friedrich Christiansen, aviatore e militare tedesco († 1972)
- 1879 - Laura Hope Crews, attrice statunitense († 1942)
- 1879 - Friedrich Köhnlein, scacchista e compositore di scacchi tedesco († 1916)
- 1879 - Mariano Rosati, politico italiano († 1967)
- 1879 - Dirk Scalongne, schermidore olandese († 1973)
- 1880 - Jiří Mahen, scrittore ceco († 1939)
- 1880 - Josef Pulchert, calciatore austriaco
- 1880 - Friedrich Wilhelm von Lindeiner-Wildau, militare tedesco († 1963)
- 1881 - Vincent Hugo Bendix, inventore e imprenditore statunitense († 1945)
- 1881 - Doris Keane, attrice statunitense († 1945)
- 1881 - Jan Trojgo, presbitero bielorusso († 1932)
- 1881 - Arie van der Velden, velista olandese († 1967)
- 1881 - Harry Warner, produttore cinematografico statunitense († 1958)
- 1882 - Erminio Dones, canottiere e alpinista italiano († 1945)
- 1882 - Will Machin, attore inglese († 1928)
- 1882 - Giorgio Maritano, monaco cristiano italiano († 1944)
- 1882 - Akiba Rubinstein, scacchista polacco († 1961)
- 1884 - Ernesto De Fiori, scultore, pittore e architetto italiano († 1945)
- 1884 - Mario Ugo Gordesco, militare e aviatore italiano († 1920)
- 1884 - John Heijning, calciatore olandese († 1947)
- 1884 - Max Laich, calciatore svizzero
- 1884 - Zinaida Serebrjakova, pittrice russa († 1967)
- 1886 - Macken Aas, calciatore norvegese († 1960)
- 1886 - François Blanchy, tennista francese († 1960)
- 1886 - Owen Moore, attore irlandese († 1939)
- 1886 - Viktor Müller, calciatore austriaco († 1950)
- 1886 - Emanuele Palazzotto, architetto italiano († 1963)
- 1886 - Gennaro Righelli, regista, sceneggiatore e attore italiano († 1949)
- 1886 - James Sylvester Scott, compositore statunitense († 1938)
- 1887 - Guido Ascoli, matematico italiano († 1957)
- 1887 - Kurt Atterberg, compositore, direttore d'orchestra e critico musicale svedese († 1974)
- 1887 - Aleyandro Cevasco, calciatore italiano
- 1887 - Frederik Fuglsang, direttore della fotografia danese († 1953)
- 1887 - Aage Fønss, cantante lirico e attore cinematografico danese († 1976)
- 1887 - Luigi Gallino, pianista e direttore d'orchestra italiano († 1950)
- 1887 - Robert Edmond Jones, costumista, scenografo e regista teatrale statunitense († 1954)
- 1888 - Willy Cohn, storico e pedagogo tedesco († 1941)
- 1888 - Rudolf Höllerl, calciatore austriaco († 1952)
- 1888 - Arturo Kenny, giocatore di polo argentino
- 1888 - Ugo Matania, artista, illustratore e giornalista italiano († 1979)
- 1888 - Philip Neame, generale e tiratore a segno britannico († 1978)
- 1888 - Giovanni Reggio, velista italiano († 1972)
- 1888 - Jurij Andreevič Željabužskij, regista cinematografico russo († 1955)
- 1889 - Otto Scheff, nuotatore, pallanuotista e politico austriaco († 1956)
- 1889 - Willy Tänzer, calciatore tedesco († 1949)
- 1890 - Kazimierz Ajdukiewicz, filosofo e logico polacco († 1963)
- 1890 - Tessa Kosta, attrice statunitense († 1981)
- 1890 - Andrij Mel'nyk, politico e militare ucraino († 1964)
- 1890 - Arthur O'Hara Wood, tennista australiano († 1918)
- 1890 - Jean Rigal, allenatore di calcio e calciatore francese († 1979)
- 1890 - Guadalupe Sánchez, generale messicano († 1985)
- 1890 - Cortland Van Deusen, attore e regista statunitense
- 1891 - Arrigo Jacchia, giornalista italiano († 1963)
- 1891 - Buck Jones, attore statunitense († 1942)
- 1892 - George Cooper, attore statunitense († 1943)
- 1892 - Liesl Karlstadt, cabarettista e attrice tedesca († 1960)
- 1892 - Milko Kos, storico sloveno († 1972)
- 1892 - Luigi Razza, giornalista, sindacalista e politico italiano († 1935)
- 1892 - Joseph Suder, compositore e direttore d'orchestra tedesco († 1980)
- 1893 - Edward G. Robinson, attore rumeno († 1973)
- 1894 - Sigismondo Chigi Albani della Rovere, IX principe di Farnese, principe italiano († 1982)
- 1894 - Joseph Kutter, pittore lussemburghese († 1941)
- 1894 - David Ross Lederman, regista statunitense († 1972)
- 1894 - Fritz Wetzel, calciatore tedesco († 1982)
- 1895 - Emile Maurice Joseph Lamy, medico e genetista francese († 1975)
- 1895 - Hans Loritz, generale tedesco († 1946)
- 1895 - Mario Mazza, attore italiano († 1973)
- 1895 - Beattie Ramsay, hockeista su ghiaccio canadese († 1952)
- 1896 - Irving Davis, calciatore statunitense († 1958)
- 1896 - Vasilij Nikolaevič Gordov, generale sovietico († 1950)
- 1896 - Nicola Fausto Neroni, regista, sceneggiatore e direttore del doppiaggio italiano († 1974)
- 1896 - Guido Spagnoli, compositore italiano († 1963)
- 1897 - Gerd Strantzen, hockeista su prato tedesco († 1958)
- 1898 - Pietro Bestetti, ciclista su strada italiano († 1936)
- 1898 - August Desch, ostacolista statunitense († 1964)
- 1898 - Noreen Gammill, attrice e doppiatrice statunitense († 1988)
- 1898 - André Le Fèvre, calciatore olandese († 1977)
- 1898 - Jovan Ružić, calciatore jugoslavo († 1973)
- 1898 - Mauritz von Strachwitz, generale tedesco († 1953)
- 1899 - Rosette Anday, mezzosoprano ungherese († 1977)
- 1899 - Floyd Crosby, direttore della fotografia statunitense († 1985)
- 1899 - Madeline Hurlock, attrice statunitense († 1989)
- 1899 - Charlie Jones, calciatore e allenatore di calcio gallese († 1966)
- 1899 - Alberto Segre, antifascista e imprenditore italiano († 1944)
- 1899 - Aubertin Walter Sothern Mallaby, militare britannico († 1945)
- 1900 - Alexandru Borbely, calciatore rumeno († 1987)
- 1900 - Sammy Davis Sr., ballerino e attore statunitense († 1988)
- 1900 - Fritz Kraemer, generale tedesco († 1959)
- 1900 - David Meiklejohn, calciatore e allenatore di calcio scozzese († 1959)
- 1900 - Mária Telkes, biofisica e inventrice ungherese († 1995)

## XX secolo(916)
- 1901 - Helen Menken, attrice teatrale statunitense († 1966)
- 1901 - Alberto Valera, cestista italiano († 1991)
- 1902 - Wilhelm Blunk, calciatore tedesco († 1975)
- 1902 - Alfredo De Franceschini, allenatore di calcio e calciatore italiano († 1959)
- 1902 - Koloman Sokol, pittore, grafico e illustratore slovacco († 2003)
- 1903 - Frank Butterworth, attore statunitense († 1975)
- 1903 - Yasujirō Ozu, regista e sceneggiatore giapponese († 1963)
- 1904 - Rolf Hansen, regista tedesco († 1990)
- 1904 - Fiorentino Vilasco, pittore italiano († 1996)
- 1904 - Julian West, attore, giornalista e produttore cinematografico francese († 1981)
- 1905 - Vasilij Semënovič Grossman, giornalista e scrittore sovietico († 1964)
- 1905 - Pierre Tal-Coat, pittore francese († 1985)
- 1905 - Fay Lanphier, modella statunitense († 1959)
- 1905 - Andrea Lavezzolo, fumettista, scrittore e giornalista italiano († 1981)
- 1905 - Pellegrino Riccardi, magistrato e antifascista italiano († 1995)
- 1905 - Manès Sperber, scrittore, saggista e psicologo austriaco († 1984)
- 1906 - Natale Froglia, calciatore italiano († 1973)
- 1906 - Wataru Ishijima, paleontologo e geologo giapponese († 1980)
- 1906 - Edna Marion, attrice statunitense († 1957)
- 1906 - Pietro Serantoni, calciatore e allenatore di calcio italiano († 1964)
- 1906 - Enzo Storoni, giornalista e politico italiano († 1985)
- 1906 - Ludwig Suthaus, tenore tedesco († 1971)
- 1906 - Jorge Valderrama, calciatore boliviano († 1968)
- 1907 - Renato Ferretti, calciatore e allenatore di calcio italiano († 1984)
- 1907 - Jesús Suevos, giornalista, politico e dirigente pubblico spagnolo († 2001)
- 1908 - Francesco Coco, magistrato italiano († 1976)
- 1908 - Félix Welkenhuysen, calciatore belga († 1980)
- 1909 - Hans Keilson, scrittore, poeta e psicoanalista tedesco († 2011)
- 1909 - George Milo, scenografo statunitense († 1984)
- 1909 - Dick Moores, fumettista statunitense († 1986)
- 1909 - Karen Morley, attrice statunitense († 2003)
- 1909 - Fritz Ruchay, calciatore tedesco († 2000)
- 1909 - Elis Wiklund, fondista svedese († 1982)
- 1911 - Josef Fleischlinger, cestista, allenatore di pallacanestro e arbitro di pallacanestro cecoslovacco († 2013)
- 1911 - Don C. Harvey, attore statunitense († 1963)
- 1911 - Dore Hoyer, ballerina e coreografa tedesca († 1967)
- 1911 - Boun Oum, politico laotiano († 1980)
- 1911 - Maria Cristina di Borbone-Spagna, principessa spagnola († 1996)
- 1912 - Henry Armstrong, pugile statunitense († 1988)
- 1912 - Amilcare Baghino, calciatore italiano
- 1912 - Karl Gorath, infermiere tedesco († 2003)
- 1912 - Vittorio Marchesoni, botanico e biologo italiano († 1963)
- 1912 - Vincenzo Marsico, allenatore di calcio e calciatore italiano († 2003)
- 1913 - Emma Castelnuovo, insegnante e matematica italiana († 2014)
- 1913 - Ferenc Csik, nuotatore ungherese († 1945)
- 1913 - Vito Sanzo, politico italiano († 1979)
- 1914 - Alessandrina Luisa di Danimarca, principessa danese († 1962)
- 1914 - Umberto Luciano Altomare, vescovo cattolico italiano († 1986)
- 1914 - Patrick O'Brian, scrittore, saggista e traduttore britannico († 2000)
- 1914 - William Rose, sceneggiatore statunitense († 1987)
- 1915 - Erminio Ferretto, partigiano italiano († 1945)
- 1915 - Max Fishman, compositore, pianista e pedagogo moldavo († 1985)
- 1915 - Fernando Font, cestista e allenatore di pallacanestro spagnolo († 2002)
- 1915 - Sylvain Grysolle, ciclista su strada belga († 1985)
- 1915 - Shōgo Kamo, calciatore giapponese († 1977)
- 1915 - Reizō Koike, nuotatore giapponese († 1998)
- 1915 - Alfredo Marini, calciatore italiano († 1999)
- 1915 - Frank Sinatra, cantante e attore statunitense († 1998)
- 1916 - Guadalupe Ortiz de Landázuri, insegnante spagnola († 1975)
- 1917 - Eddie Leonski, militare e serial killer statunitense († 1942)
- 1918 - Igor' Ansov, matematico statunitense († 2002)
- 1918 - Jaime Díaz Rozzotto, politico e docente guatemalteco († 2011)
- 1918 - Oleg Georgovič Gazenko, medico e militare russo († 2007)
- 1918 - Marion J. Levy Jr., sociologo statunitense († 2002)
- 1918 - Lo Wei, attore e regista cinese († 1996)
- 1918 - Émile Nurenberg, calciatore lussemburghese († 1990)
- 1918 - Antonio Salamone, mafioso italiano († 1998)
- 1918 - Joe Williams, cantante statunitense († 1999)
- 1919 - Knud Bastrup-Birk, calciatore danese († 1973)
- 1919 - Giancarlo De Carlo, architetto, urbanista e teorico dell'architettura italiano († 2005)
- 1919 - Tom Kelley, fotografo statunitense († 1984)
- 1919 - Elena Melik, giornalista e scrittrice italiana († 2009)
- 1919 - Fritz Muliar, attore, regista e attivista austriaco († 2009)
- 1919 - Hermann Neuberger, dirigente sportivo tedesco († 1992)
- 1919 - José Villalonga, allenatore di calcio spagnolo († 1973)
- 1920 - Josef Doležal, marciatore cecoslovacco († 1999)
- 1920 - Margot Duhalde, aviatrice e militare cilena († 2018)
- 1920 - Dick James, editore musicale e produttore discografico britannico († 1986)
- 1920 - Guido Oddo, conduttore televisivo, telecronista sportivo e giornalista italiano († 2006)
- 1921 - Toni Blankenheim, baritono tedesco († 2012)
- 1921 - Ignazio Cannavò, arcivescovo cattolico italiano († 2015)
- 1921 - Salvatore Cassisa, arcivescovo cattolico italiano († 2015)
- 1921 - Hans Robert Jauss, filosofo e francesista tedesco († 1997)
- 1921 - Ana Emilia Lahitte, poetessa, scrittrice e giornalista argentina († 2013)
- 1921 - Nello Pini, designer, ebanista e imprenditore italiano († 1993)
- 1922 - Germano Baron, partigiano e militare italiano († 1945)
- 1922 - Vasilij Borisov, tiratore a segno sovietico († 2003)
- 1922 - Július Schubert, calciatore ungherese († 1949)
- 1922 - Iris Versari, partigiana italiana († 1944)
- 1923 - Bob Barker, conduttore televisivo, attore e attivista statunitense († 2023)
- 1923 - Roger Gabet, calciatore francese († 2007)
- 1923 - Nino Garau, partigiano e antifascista italiano († 2020)
- 1923 - Henry Johannessen, calciatore norvegese († 2005)
- 1923 - Ken Kavanagh, pilota motociclistico australiano († 2019)
- 1923 - Ugo Maccabruni, pittore italiano († 1998)
- 1923 - Vittorio Mathieu, filosofo e politico italiano († 2020)
- 1923 - Hank O'Keeffe, cestista statunitense († 2011)
- 1923 - John Pulman, giocatore di snooker inglese († 1998)
- 1923 - Calvin C. Stoll, giocatore di football americano e allenatore di football americano statunitense († 2000)
- 1923 - Joseph Zimmermann, vescovo cattolico e missionario svizzero († 1988)
- 1924 - Jiří Hanke, calciatore e allenatore di calcio cecoslovacco († 2006)
- 1924 - Ed Koch, politico e avvocato statunitense († 2013)
- 1924 - Giacomo Martina, presbitero e storico italiano († 2012)
- 1924 - Giovanni Rama, oculista italiano († 2007)
- 1924 - Emilio Vecchia, partigiano italiano († 1944)
- 1925 - Mirella Antonione Casale, docente e dirigente pubblica italiana
- 1925 - Anne V. Coates, montatrice britannica († 2018)
- 1925 - William H. Hallahan, scrittore statunitense († 2018)
- 1925 - Gordon Hessler, regista e produttore cinematografico britannico († 2014)
- 1925 - Dodo Marmarosa, pianista statunitense († 2002)
- 1925 - Poul Rasmussen, calciatore danese († 2000)
- 1925 - Ahmad Shamlu, poeta persiano († 2000)
- 1925 - Warren Tufts, fumettista statunitense († 1982)
- 1926 - Robert Benayoun, critico cinematografico e scrittore francese († 1996)
- 1926 - Alfredo Bini, produttore cinematografico italiano († 2010)
- 1926 - Giuseppe Rovella, scrittore, drammaturgo e filosofo italiano († 1989)
- 1926 - Murray Wier, cestista e allenatore di pallacanestro statunitense († 2016)
- 1926 - Ramón Wiltz, cestista cubano († 2022)
- 1927 - Walter Gómez, calciatore uruguaiano († 2004)
- 1927 - Ludovico Incisa di Camerana, diplomatico e saggista italiano († 2013)
- 1927 - Robert Noyce, imprenditore e inventore statunitense († 1990)
- 1928 - Čyngyz Ajtmatov, scrittore kirghiso († 2008)
- 1928 - Gracian Botev, canoista sovietico († 1981)
- 1928 - Leonid Fёdorovič Bykov, attore e regista sovietico († 1979)
- 1928 - Roberto Contreras, attore statunitense († 2000)
- 1928 - Antonio Franceschi, politico italiano († 2001)
- 1928 - Helen Frankenthaler, pittrice statunitense († 2011)
- 1928 - Ernst-Hugo Järegård, attore svedese († 1998)
- 1928 - Otto Pöggeler, filosofo tedesco († 2014)
- 1929 - Toshiko Akiyoshi, compositrice e pianista giapponese
- 1929 - Ramón Buxarrais Ventura, vescovo cattolico spagnolo
- 1929 - Giancarlo Cobelli, attore, regista e mimo italiano († 2012)
- 1929 - Stanley Mandelstam, fisico statunitense († 2016)
- 1929 - John Osborne, drammaturgo britannico († 1994)
- 1929 - Billy Simpson, calciatore nordirlandese († 2017)
- 1929 - Kasym Žakibaev, attore kazako († 2011)
- 1930 - Günter Mack, attore tedesco († 2007)
- 1930 - Remo Mosa, bobbista italiano († 1995)
- 1930 - Silvio Santos, conduttore televisivo, imprenditore e dirigente d'azienda brasiliano († 2024)
- 1930 - Cesar Virata, politico e imprenditore filippino
- 1931 - Guido Benvenuti, schermidore e dirigente sportivo italiano († 2024)
- 1931 - Luciano Fonda, fisico italiano († 1998)
- 1931 - Andrée Henry, cestista francese († 2015)
- 1931 - Christian Metz, semiologo e critico cinematografico francese († 1993)
- 1931 - Roald Muggerud, calciatore norvegese († 2024)
- 1931 - David Sheppard, sollevatore statunitense († 2000)
- 1932 - Jenő Dalnoki, calciatore e allenatore di calcio ungherese († 2006)
- 1932 - Sally Fraser, attrice statunitense († 2019)
- 1932 - Oswald Gomis, arcivescovo cattolico singalese († 2023)
- 1932 - Ikuhiko Hata, storico giapponese
- 1932 - Bob Pettit, ex cestista e allenatore di pallacanestro statunitense
- 1932 - Giuseppe Sacchi, regista e produttore televisivo italiano
- 1933 - Manu Dibango, compositore, polistrumentista e cantante camerunese († 2020)
- 1933 - Caldwell Esselstyn, chirurgo, nutrizionista e ex canottiere statunitense
- 1933 - Christa Stubnick, velocista tedesca († 2021)
- 1934 - Renato Cayetano, politico, conduttore televisivo e avvocato filippino († 2003)
- 1934 - Kaya Köstepen, calciatore turco († 2011)
- 1934 - Hilla Limann, politico ghanese († 1988)
- 1934 - José Lothario, wrestler messicano († 2018)
- 1934 - Miguel de la Madrid, politico messicano († 2012)
- 1934 - Richard Laurence Marquette, serial killer statunitense
- 1934 - Ramón Marsal, calciatore spagnolo († 2007)
- 1934 - Gian Franco Reverberi, compositore italiano († 2024)
- 1935 - Giorgio Perversi, allenatore di calcio e ex calciatore italiano
- 1936 - Iolanda Balaș, altista rumena († 2016)
- 1936 - Lucia Bassi, ex tennista italiana
- 1936 - Jon Cincebox, cestista statunitense († 2016)
- 1936 - Alain Cornu, ex calciatore francese
- 1936 - Giorgio Letta, matematico italiano
- 1936 - Giovanni Battista Priano, politico italiano
- 1937 - Benito Albini, calciatore italiano († 1999)
- 1937 - Prosper Avril, generale e politico haitiano
- 1937 - Roberto Benzi, direttore d'orchestra e pianista italiano
- 1937 - Gerónimo Cruz, cestista filippino († 2022)
- 1937 - Judy Tegart Dalton, ex tennista australiana
- 1937 - Connie Francis, cantante e attrice statunitense († 2025)
- 1937 - Michael Jeffery, generale e politico australiano († 2020)
- 1937 - Philip Ledger, musicista e direttore di coro inglese († 2012)
- 1937 - John Mulagada, vescovo cattolico indiano († 2009)
- 1937 - Joop van Oosterom, scacchista e mecenate olandese († 2016)
- 1937 - Warren Rabb, ex giocatore di football americano statunitense
- 1938 - Tognella, cabarettista e attore italiano († 1995)
- 1938 - Enzo Di Martino, giornalista e critico d'arte italiano († 2023)
- 1938 - Colin Hanton, batterista britannico
- 1938 - Nevena Kokanova, attrice bulgara († 2000)
- 1938 - Willy Steveniers, ex cestista e allenatore di pallacanestro belga
- 1939 - Vincenzo Aquilanti, chimico italiano
- 1939 - Henri Bresc, storico francese
- 1939 - Giancarlo Cimoli, dirigente d'azienda e dirigente pubblico italiano
- 1939 - Michael Gazzaniga, psicologo e neuroscienziato statunitense
- 1939 - Des Horne, calciatore sudafricano († 2015)
- 1939 - David Kolb, educatore e pedagogista statunitense
- 1939 - Armando Miranda, calciatore brasiliano († 1980)
- 1939 - Dezső Molnár, ex calciatore ungherese
- 1939 - Birger Tingstad, calciatore norvegese († 2012)
- 1939 - Garner Tullis, scultore e pittore statunitense († 2019)
- 1940 - Friedemann Bedürftig, germanista, saggista e giornalista tedesco († 2010)
- 1940 - Tom Brown, giocatore di football americano e giocatore di baseball statunitense († 2025)
- 1940 - Leif Claesson, ex calciatore svedese
- 1940 - Clive Clark, calciatore inglese († 2014)
- 1940 - Arnaldo Jabor, regista, sceneggiatore e scrittore brasiliano († 2022)
- 1940 - Dionne Warwick, cantante, attrice e conduttrice televisiva statunitense
- 1940 - Ulla Wiesner, cantante tedesca
- 1941 - Bill Chmielewski, ex cestista statunitense
- 1941 - Vittorio Crociara, calciatore, allenatore di calcio e dirigente sportivo italiano († 2023)
- 1941 - Tom Edlefsen, ex tennista statunitense
- 1941 - Giovanna Gagliardo, regista, giornalista e sceneggiatrice italiana
- 1941 - Tim Hauser, cantante, produttore discografico e arrangiatore statunitense († 2014)
- 1941 - Nikolaj Osjanin, calciatore sovietico († 2022)
- 1941 - Vitalij Solomin, attore russo († 2002)
- 1941 - Giancarlo Zanetti, attore e direttore artistico italiano
- 1942 - John Casablancas, imprenditore e dirigente d'azienda statunitense († 2013)
- 1942 - Gérard Filippelli, cantante, chitarrista e attore francese († 2021)
- 1942 - Fatma Girik, attrice e politica turca († 2022)
- 1942 - Mĩcere Gĩthae Mũgo, drammaturga e scrittrice keniana († 2023)
- 1942 - Anita Hentschel, discobola tedesca († 2019)
- 1942 - Morag Hood, attrice scozzese († 2002)
- 1942 - Wolf D. Prix, architetto austriaco
- 1942 - Miguel Ramos Vargas, calciatore spagnolo († 2002)
- 1942 - Bettina Scholl-Sabbatini, scultrice, pittrice e ceramista lussemburghese
- 1943 - Dickey Betts, chitarrista statunitense († 2024)
- 1943 - Ettore Borzacchini, scrittore italiano († 2014)
- 1943 - E. Jean Carroll, giornalista, scrittrice e opinionista statunitense
- 1943 - Gita Mehta, scrittrice e giornalista statunitense († 2023)
- 1943 - Angelo Pereni, allenatore di calcio e calciatore italiano († 2020)
- 1943 - Miguel Ángel Raimondo, ex calciatore argentino
- 1943 - Michèle Reverdy, compositrice e musicologa francese
- 1943 - Gianni Russo, attore e imprenditore statunitense
- 1943 - Phyllis Somerville, attrice statunitense († 2020)
- 1943 - Grover Washington Jr., sassofonista statunitense († 1999)
- 1944 - Alex Acuña, batterista e percussionista peruviano
- 1944 - Silvano Bassetti, politico e architetto italiano († 2008)
- 1944 - Diana Bracho, attrice messicana
- 1944 - Mario Chiesa, politico e dirigente d'azienda italiano
- 1944 - Kenneth Cranham, attore britannico
- 1944 - Rob Tyner, cantante statunitense († 1991)
- 1944 - Sandra Faber, astronoma e astrofisica statunitense
- 1944 - Paul Harris, tastierista, polistrumentista e compositore statunitense († 2023)
- 1944 - Ron Kozlicki, ex cestista statunitense
- 1944 - Michael Lang, imprenditore statunitense († 2022)
- 1944 - Andrea Nannini, pallavolista e allenatore di pallavolo italiano († 2021)
- 1944 - Livio Pepino, magistrato italiano
- 1945 - Luciano Castellini, ex calciatore e allenatore di calcio italiano
- 1945 - Massimo Consoli, scrittore, giornalista e traduttore italiano († 2007)
- 1945 - Gianni Fardin, politico italiano
- 1945 - Ross Hassig, storico e antropologo statunitense
- 1945 - René Pétillon, fumettista francese († 2018)
- 1945 - Portia Simpson-Miller, politica giamaicana
- 1945 - David Small, scrittore e illustratore statunitense
- 1945 - Alena Spejchalová, ex cestista cecoslovacca
- 1945 - Nell Truman, tennista britannica († 2012)
- 1945 - Tony Williams, batterista statunitense († 1997)
- 1946 - Emerson Fittipaldi, ex pilota automobilistico brasiliano
- 1946 - Don Gummer, scultore statunitense
- 1946 - Matthías Hallgrímsson, ex calciatore islandese
- 1946 - Jørgen Kristensen, ex calciatore danese
- 1946 - Ahmed Rami, militare e politico marocchino
- 1946 - Hisao Shirai, animatore giapponese († 2019)
- 1946 - Rubén Techera, ex calciatore uruguaiano
- 1946 - Paula Wagner, produttrice cinematografica statunitense
- 1946 - Renzo Zorzi, pilota automobilistico italiano († 2015)
- 1947 - Will Alsop, architetto inglese († 2018)
- 1947 - Silvia Baraldini, attivista italiana
- 1947 - Loris D'Ambrosio, magistrato e funzionario italiano († 2012)
- 1947 - Wings Hauser, attore, regista e sceneggiatore statunitense († 2025)
- 1947 - Lennie Lawrence, dirigente sportivo, allenatore di calcio e ex calciatore inglese
- 1947 - Cristina Pabst, ex slittinista italiana
- 1947 - Kailash Purryag, politico mauriziano († 2025)
- 1948 - Franco Cittadino, allenatore di calcio e ex calciatore italiano
- 1948 - Uta Frommater, ex nuotatrice tedesca occidentale
- 1948 - Zoot Horn Rollo, chitarrista statunitense
- 1948 - Marcelo Rebelo de Sousa, politico e giornalista portoghese
- 1948 - Randy Smith, cestista e allenatore di pallacanestro statunitense († 2009)
- 1948 - Paolino Stanzial, allenatore di calcio e ex calciatore italiano
- 1948 - Colin Todd, ex calciatore e allenatore di calcio inglese
- 1948 - Roelof Wunderink, ex pilota automobilistico olandese
- 1948 - John Yuill, ex tennista sudafricano
- 1949 - David Abulafia, storico britannico
- 1949 - Pantaleo Corvino, dirigente sportivo italiano
- 1949 - Alex Devlin, ex cestista canadese
- 1949 - Franz Fuchs, serial killer e terrorista austriaco († 2000)
- 1949 - Romeo Gigli, stilista italiano
- 1949 - Renato Liprandi, attore, scrittore e drammaturgo italiano
- 1949 - Bill Nighy, attore britannico
- 1949 - Marc Ravalomanana, politico malgascio
- 1949 - Anatolij Šepel', ex calciatore sovietico
- 1949 - Bob Zmuda, scrittore, comico e produttore televisivo statunitense
- 1950 - Darleen Carr, attrice e doppiatrice statunitense
- 1950 - Alessandra Casaccia, cantante italiana († 1995)
- 1950 - Richard Galliano, fisarmonicista francese
- 1950 - Eric Maskin, economista statunitense
- 1950 - Rajinikanth, attore e personaggio televisivo indiano
- 1950 - Philippe Redon, calciatore e allenatore di calcio francese († 2020)
- 1950 - Billy Smith, ex hockeista su ghiaccio canadese
- 1951 - Anatolij Aljab'ev, biatleta e pedagogista sovietico († 2022)
- 1951 - Mercedes Cabrera, politica e storica spagnola
- 1951 - Stefaan De Clerck, politico belga
- 1951 - Steven Hawley, ex astronauta statunitense
- 1951 - Wau Holland, informatico tedesco († 2001)
- 1951 - Marcello Jori, artista italiano
- 1951 - Amani Jumatano, ex tennista francese
- 1951 - Greg Lee, cestista statunitense († 2022)
- 1951 - Rehman Malik, politico e funzionario pakistano († 2022)
- 1951 - Joe Sestak, politico e ammiraglio statunitense
- 1951 - La Costa, cantante statunitense
- 1951 - Roseline Vachetta, politica francese
- 1952 - Bernard Derrida, fisico francese
- 1952 - Sarah Douglas, attrice britannica
- 1952 - Franco Dragone, regista e direttore teatrale italiano († 2022)
- 1952 - Helen Dunmore, scrittrice e poetessa inglese († 2017)
- 1952 - Giuseppe Matteo Pirisi, politico e architetto italiano
- 1952 - Cathy Rigby, attrice e ginnasta statunitense
- 1952 - Roland Roche, ex sciatore alpino francese
- 1952 - Manuel Rosales, politico venezuelano
- 1952 - Arie Schans, allenatore di calcio olandese
- 1952 - Frank Schwalba-Hoth, politico tedesco
- 1953 - Raffaele Aurisicchio, politico italiano († 2024)
- 1953 - Darrell L. Bock, biblista e saggista statunitense
- 1953 - Randy Coffield, giocatore di football americano statunitense
- 1953 - Bruce Kulick, chitarrista statunitense
- 1953 - Raffaele Masto, scrittore, giornalista e conduttore radiofonico italiano († 2020)
- 1953 - Dave Meniketti, cantante e chitarrista statunitense
- 1953 - Massimo Mucchetti, giornalista e politico italiano
- 1953 - Karl Renz, oratore e mistico tedesco
- 1953 - Ajmer Singh, ex cestista indiano
- 1954 - Eva Axén, attrice svedese
- 1954 - Sandro Baldoni, regista, sceneggiatore e pubblicitario italiano
- 1954 - Mauro Coltorti, politico italiano
- 1954 - Lodewijk De Witte, politico belga
- 1954 - Karl Feichter, ex slittinista italiano
- 1954 - Myriam Laplante, artista canadese
- 1954 - Francesco Lucrezi, storico e pittore italiano
- 1954 - Samuel Oton Sidin, vescovo cattolico indonesiano
- 1954 - Dragan Vasiljković, militare serbo
- 1955 - Päivi Aaltonen, ex arciera finlandese
- 1955 - Gianna Angelopoulos, politica greca
- 1955 - Héctor Báez, cestista e allenatore di pallacanestro dominicano († 2014)
- 1955 - José Luis Dader, docente e editorialista spagnolo
- 1955 - Peter Daniel, allenatore di calcio e ex calciatore inglese
- 1955 - Abderrahmane Derouaz, ex calciatore algerino
- 1955 - Alfred Leonhard Maluma, vescovo cattolico tanzaniano († 2021)
- 1955 - Eddy Schepers, ex ciclista su strada belga
- 1955 - Sulejman Starova, allenatore di calcio, dirigente sportivo e ex calciatore albanese
- 1955 - Sidqi Subhi, generale egiziano
- 1956 - Ana Alicia, attrice messicana
- 1956 - Mauro Barella, ex astista italiano
- 1956 - Raffaella Battaglini, drammaturga e scrittrice italiana
- 1956 - Ken Garraway, ex calciatore e allenatore di calcio canadese
- 1956 - Steve Linford, imprenditore britannico
- 1956 - Barry Pickering, ex calciatore neozelandese
- 1956 - Sellas Tetteh, ex calciatore e allenatore di calcio ghanese
- 1956 - Johan van der Velde, ex ciclista su strada olandese
- 1957 - Gu Changwei, direttore della fotografia e regista cinese
- 1957 - Sheila E., batterista e cantante statunitense
- 1957 - Piero Fabrizi, musicista, compositore e produttore discografico italiano
- 1957 - Moulaye Ould Mohamed Laghdaf, politico mauritano
- 1957 - Robert Lepage, attore teatrale, sceneggiatore e regista cinematografico canadese
- 1957 - William Matteuzzi, tenore italiano
- 1957 - Carlos Olalla, attore e scrittore spagnolo
- 1957 - Susanna Tamaro, scrittrice italiana
- 1957 - Mark Wood, violinista e compositore statunitense
- 1958 - Steve Cain, allenatore di calcio neozelandese
- 1958 - Agnieszka Dubrawska, ex schermitrice polacca
- 1958 - Víctor Zayas, calciatore paraguaiano († 2012)
- 1958 - Holly Gagnier, attrice statunitense
- 1958 - Trudi Lacey, ex cestista e allenatrice di pallacanestro statunitense
- 1958 - Gabriele Löwe, ex velocista tedesca orientale
- 1958 - Ná Ozzetti, pianista e cantante brasiliana
- 1958 - Mustafa Reşit Akçay, allenatore di calcio turco
- 1958 - Sheree J. Wilson, attrice statunitense
- 1959 - Mike Anderson, ex cestista e allenatore di pallacanestro statunitense
- 1959 - Jasper Conran, stilista e costumista britannico
- 1959 - Aleksandra Komacka, cestista polacca († 2000)
- 1959 - Zenda Liess, ex tennista statunitense
- 1959 - Mauro Mazzotti, allenatore di baseball e dirigente sportivo italiano
- 1959 - Everton Nogueira, ex calciatore brasiliano
- 1959 - Adele Pandolfi, attrice italiana
- 1959 - Belouis Some, musicista inglese
- 1959 - Michael Tönnies, calciatore tedesco († 2017)
- 1960 - Manuel Bandera, attore spagnolo
- 1960 - Volker Beck, politico tedesco
- 1960 - Roberto Cenci, regista televisivo e autore televisivo italiano
- 1960 - Gabriel Corrado, attore argentino
- 1960 - Joe Curmi, ex calciatore maltese
- 1960 - Mustapha El Biyaz, ex calciatore marocchino
- 1960 - Valter Giuliani, astronomo italiano
- 1960 - Vésteinn Hafsteinsson, ex discobolo e allenatore di atletica leggera islandese
- 1960 - Martina Hellmann, ex discobola tedesca
- 1960 - Krzysztof Kosedowski, ex pugile polacco
- 1960 - Petăr Lesov, ex pugile bulgaro
- 1960 - Q Lazzarus, cantante statunitense († 2022)
- 1960 - Komlan Mally, politico togolese
- 1960 - Masahiko Nishimura, attore giapponese
- 1960 - Reggie Phillips, ex giocatore di football americano statunitense
- 1960 - Vitaliano Trevisan, scrittore, attore e drammaturgo italiano († 2022)
- 1960 - Jaap van Zweden, direttore d'orchestra e violinista olandese
- 1961 - Caroline Bliss, attrice britannica
- 1961 - Francesco Paolo Capone, sindacalista italiano
- 1961 - Blake Farenthold, politico statunitense († 2025)
- 1961 - Lárus Guðmundsson, ex calciatore islandese
- 1961 - David Mwanza, calciatore e giocatore di calcio a 5 zimbabwese († 2002)
- 1961 - Daniel O'Donnell, cantante irlandese
- 1961 - Andrej Perlov, ex marciatore sovietico
- 1961 - Sarah Sutton, attrice britannica
- 1962 - Tracy Austin, ex tennista statunitense
- 1962 - Peter Bergen, giornalista e politologo statunitense
- 1962 - Luis Gnecco, attore, attore teatrale e attore televisivo cileno
- 1962 - Spyros Kastanas, allenatore di calcio e ex calciatore cipriota
- 1962 - Max Raabe, cantante tedesco
- 1962 - Federico Ramiro, ex cestista spagnolo
- 1962 - Maurizio Rossi, ex ciclista su strada italiano
- 1962 - Anke Schäferkordt, imprenditrice e manager tedesca
- 1962 - Ovidiu Silaghi, politico rumeno
- 1962 - Beat Sutter, ex calciatore svizzero
- 1962 - Aleksej Uskov, ex calciatore e ex giocatore di calcio a 5 russo
- 1962 - Delaney Williams, attore statunitense
- 1963 - Miriam Blasco, ex judoka spagnola
- 1963 - Carlos Enrique, ex calciatore argentino
- 1963 - Carol Hamilton, cestista canadese († 2006)
- 1963 - Lucien Kassi-Kouadio, calciatore ivoriano († 2024)
- 1963 - Jason Knight, wrestler statunitense
- 1963 - Ari Lemmke, informatico finlandese
- 1963 - Antonio Marcegaglia, imprenditore italiano
- 1963 - Giuseppe Marchese, mafioso e collaboratore di giustizia italiano
- 1963 - Alfredo Mendoza, ex calciatore paraguaiano
- 1963 - Ai Orikasa, attrice, doppiatrice e cantante giapponese
- 1963 - Gipi, fumettista, illustratore e regista italiano
- 1963 - Arve Seland, ex calciatore norvegese
- 1963 - Tomoyuki Shimura, doppiatore giapponese
- 1963 - Massimo Sulli, ex judoka italiano
- 1963 - Juan Carlos Varela, politico panamense
- 1964 - Barbara Manning, musicista e cantautrice statunitense
- 1964 - Guido Della Frera, politico italiano
- 1964 - Herminio Díaz Zabala, ex ciclista su strada e dirigente sportivo spagnolo
- 1964 - Kenneth Ham, aviatore e ex astronauta statunitense
- 1964 - Haywood Jeffires, ex giocatore di football americano statunitense
- 1964 - Christi Lake, ex attrice pornografica statunitense
- 1964 - Suzanne Landells, ex nuotatrice australiana
- 1964 - Romano Orzari, attore e produttore cinematografico canadese
- 1964 - Sabu, wrestler statunitense († 2025)
- 1964 - Andy Saville, ex calciatore inglese
- 1964 - Eckhardt Schultz, ex canottiere tedesco
- 1964 - Greg Welch, ex triatleta australiano
- 1965 - Alessandra Acciai, attrice italiana
- 1965 - Ricardo Altamirano, ex calciatore argentino
- 1965 - Will Carling, ex rugbista a 15 britannico
- 1965 - Catello Cimmino, ex calciatore italiano
- 1965 - Piero Longhi, pilota di rally italiano
- 1965 - Abdulaziz Mohamed, ex calciatore emiratino
- 1965 - Hiroshi Takahashi, fumettista giapponese
- 1965 - Alaa Thabet, giornalista egiziano
- 1966 - Marianne Aam, ex sciatrice alpina norvegese
- 1966 - Ultimo Dragon, wrestler giapponese
- 1966 - Rick Calloway, ex cestista statunitense
- 1966 - Mohammed Chaouch, ex calciatore marocchino
- 1966 - Francesco Ciampi, attore, sceneggiatore e regista italiano
- 1966 - Maurizio Gaudino, procuratore sportivo, ex calciatore e allenatore di calcio tedesco
- 1966 - Royce Gracie, ex artista marziale misto brasiliano
- 1966 - Philippe LaRoche, ex sciatore freestyle canadese
- 1966 - Zdravko Radulović, ex cestista e allenatore di pallacanestro jugoslavo
- 1967 - Flórián Albert, ex calciatore ungherese
- 1967 - Vincenzo Ciampi, politico italiano
- 1967 - Daniele Contardo, musicista, polistrumentista e attore teatrale italiano
- 1967 - Walter Kogler, allenatore di calcio e ex calciatore austriaco
- 1967 - Yuzo Koshiro, compositore giapponese
- 1967 - John Randle, ex giocatore di football americano statunitense
- 1967 - Tor Arne Sannerholt, ex calciatore norvegese
- 1967 - Sivan Shavit, cantante, attrice e doppiatrice israeliana
- 1967 - Zoltán Solymosi, ex ballerino ungherese
- 1967 - Dave Szott, ex giocatore di football americano statunitense
- 1968 - Mykola Balan, generale ucraino
- 1968 - Adrian Barbullushi, ex calciatore albanese
- 1968 - Gilberto D'Ignazio Pulpito, allenatore di calcio e ex calciatore italiano
- 1968 - Francesco De Grandi, pittore italiano
- 1968 - Rodolphe Gilbert, ex tennista francese
- 1968 - Rory Kennedy, attrice, regista e produttrice cinematografica statunitense
- 1968 - Mateusz Kijowski, informatico, giornalista e attivista polacco
- 1968 - Éric Millot, ex pattinatore artistico su ghiaccio francese
- 1968 - Sašo Udovič, ex calciatore sloveno
- 1968 - Tatjana Žyrkova, ex maratoneta e ultramaratoneta russa
- 1969 - Tom Bennett, attore e personaggio televisivo britannico
- 1969 - Eduardo São Thiago Lentz, allenatore di calcio a 5 e ex giocatore di calcio a 5 brasiliano
- 1969 - Gabriel Francini, ex tennista sammarinese
- 1969 - Giuseppe Genna, scrittore italiano
- 1969 - Sophie Kinsella, scrittrice e giornalista britannica
- 1969 - Wilfred Kirochi, ex mezzofondista keniota
- 1969 - Juha Luhtanen, ex cestista finlandese
- 1969 - Fiona May, ex lunghista, triplista e attrice britannica
- 1969 - Christian Meyer, ex ciclista su strada tedesco
- 1969 - Michael Möllenbeck, discobolo tedesco († 2022)
- 1969 - Peter Nyborg, ex tennista svedese
- 1969 - Ezio Zani, politico italiano
- 1970 - Mädchen Amick, attrice statunitense
- 1970 - Lloyd Barker, ex calciatore e allenatore di calcio giamaicano
- 1970 - Jennifer Connelly, attrice e ex modella statunitense
- 1970 - Daniel Cosgrove, attore statunitense
- 1970 - Pedro Fuertes, ex calciatore spagnolo
- 1970 - Wade Gugino, ex cestista statunitense
- 1970 - Regina Hall, attrice statunitense
- 1970 - Carmen Morales, cantante e attrice spagnola
- 1970 - Ivano Newbill, ex cestista statunitense
- 1970 - Annalaura di Luggo, artista, pittrice e fotografa italiana
- 1971 - Jonah Birir, ex mezzofondista keniota
- 1971 - Philip Boit, ex fondista keniota
- 1971 - Cai Sheng, allenatore di calcio e ex calciatore cinese
- 1971 - Jen Hendershott, culturista statunitense
- 1971 - Dóra Kalmár-Nagy, ex cestista ungherese
- 1971 - Sammy Korir, ex maratoneta keniota
- 1971 - Ondřej Macek, clavicembalista, direttore d'orchestra e musicologo ceco
- 1971 - Oliver Martini, ex pilota automobilistico italiano
- 1971 - Andre Owens, ex cestista statunitense
- 1971 - Khassaraporn Suta, ex sollevatrice thailandese
- 1971 - Haegue Yang, artista sudcoreana
- 1972 - Yousuf Adam, ex calciatore qatariota
- 1972 - Juma Al-Holi, ex calciatore emiratino
- 1972 - Monia Andreani, filosofa e saggista italiana († 2018)
- 1972 - Denise Bronzetti, politica e funzionaria sammarinese
- 1972 - Cheo Hodari Coker, sceneggiatore, produttore cinematografico e critico musicale statunitense
- 1972 - Wilson Kipketer, ex mezzofondista keniota
- 1972 - Milen Radukanov, allenatore di calcio e ex calciatore bulgaro
- 1972 - Brandon Teena, statunitense († 1993)
- 1972 - Tom Telesco, dirigente sportivo statunitense
- 1972 - Hank Williams III, cantautore, bassista e chitarrista statunitense
- 1973 - Américo Manuel Alves Aguiar, cardinale e vescovo cattolico portoghese
- 1973 - Gary Breen, ex calciatore irlandese
- 1973 - Giovanna Donini, autrice televisiva e sceneggiatrice italiana
- 1973 - João Elias, ex calciatore ruandese
- 1973 - Winning Jah, cantante, percussionista e musicista nigeriano
- 1973 - Pamela L. Gay, astronoma e educatrice statunitense
- 1973 - Sébastien Jeanneret, ex calciatore svizzero
- 1973 - Josephat Kiprono, ex maratoneta e mezzofondista keniota
- 1973 - Dagur Kári, regista e musicista islandese
- 1973 - Paz Lenchantin, bassista, violinista e pianista argentina
- 1973 - Josephat Machuka, ex mezzofondista keniota
- 1973 - Babacar N'Diaye, dirigente sportivo, allenatore di calcio e ex calciatore senegalese
- 1973 - Makhtar N'Diaye, ex cestista senegalese
- 1973 - Denise Parker, ex arciera statunitense
- 1973 - Nate Reinking, ex cestista e allenatore di pallacanestro statunitense
- 1973 - Seo Dong-won, ex calciatore sudcoreano
- 1973 - Moges Taye, ex maratoneta etiope
- 1973 - Damon Williams, ex cestista e allenatore di pallacanestro statunitense
- 1974 - Franklin Anangonó, calciatore e allenatore di calcio ecuadoriano († 2022)
- 1974 - Baba Jan, politico e attivista pakistano
- 1974 - Beatrix Balogh, pallamanista e allenatrice di pallamano ungherese
- 1974 - Tomas Behrend, ex tennista brasiliano
- 1974 - Josip Butić, allenatore di calcio e ex calciatore croato
- 1974 - Gina Farmer, ex cestista neozelandese
- 1974 - Rasmus Heisterberg, sceneggiatore danese
- 1974 - Bernard Lagat, mezzofondista keniota
- 1974 - Christophe Marichez, allenatore di calcio e ex calciatore francese
- 1974 - Lorenzo Marone, scrittore italiano
- 1974 - Torger Nergård, giocatore di curling norvegese
- 1974 - Vita Maria Nocco, politica italiana
- 1974 - Michelle Saram, attrice singaporiana
- 1974 - Nolberto Solano, allenatore di calcio e ex calciatore peruviano
- 1974 - Miya Tachibana, sincronetta giapponese
- 1975 - Mayim Bialik, attrice e regista statunitense
- 1975 - Antonio Buscè, allenatore di calcio e ex calciatore italiano
- 1975 - Daniel García Gutiérrez, ex cestista spagnolo
- 1975 - Hōko Kuwashima, doppiatrice e cantante giapponese
- 1975 - Jörg Lütcke, ex cestista tedesco
- 1975 - Craig Moore, ex calciatore australiano
- 1975 - Lucia Morico, judoka italiana
- 1975 - Raheem Shah, cantante pakistano
- 1975 - Paolo Ricca, attore italiano
- 1975 - Juan José Salvador, pallavolista spagnolo
- 1975 - Norbert Walter, pallavolista tedesco
- 1976 - Maren Ade, regista, sceneggiatrice e produttrice cinematografica tedesca
- 1976 - Steve Devine, ex rugbista a 15 e dirigente sportivo australiano
- 1976 - Caroline Ducey, attrice francese
- 1976 - Meinhard Durnwalder, politico italiano
- 1976 - Daniel Hawkins, chitarrista inglese
- 1976 - Jana Ina, modella e conduttrice televisiva brasiliana
- 1976 - Klaus Nöhles, pilota motociclistico tedesco
- 1976 - Lloyd Owusu, ex calciatore inglese
- 1976 - Ivo Rüthemann, ex hockeista su ghiaccio svizzero
- 1976 - Florian Seer, ex sciatore alpino austriaco
- 1976 - Asaka Seto, attrice giapponese
- 1976 - Natalija Verboten, cantante e conduttrice televisiva slovena
- 1977 - Bridget Hall, modella statunitense
- 1977 - Chinedu Ikedieze, attore nigeriano
- 1977 - Hiromi Kojima, ex calciatore giapponese
- 1977 - Dean Macey, ex multiplista britannico
- 1977 - Remady, disc jockey e produttore discografico svizzero
- 1977 - Adam Sajtiev, ex lottatore russo
- 1977 - Evangelista Santos, artista marziale misto brasiliano
- 1977 - Courtney Shealy, ex nuotatrice statunitense
- 1977 - Scott Staniforth, ex rugbista a 15 australiano
- 1977 - Elena Tagliabue, ex sciatrice alpina italiana
- 1977 - María Tasende, attrice, ballerina e modella spagnola
- 1977 - Colin White, ex hockeista su ghiaccio canadese
- 1978 - Gbenga Akinnagbe, attore statunitense
- 1978 - Teryn Ashley, ex tennista statunitense
- 1978 - Monica Bîrlădeanu, attrice rumena
- 1978 - Chén Dōng, astronauta cinese
- 1978 - Luciano Emilio, ex calciatore brasiliano
- 1978 - David Kiptanui, ex maratoneta keniota
- 1978 - Mannaseh Mwanza, ex calciatore zambiano
- 1978 - Luca Nanni, ex calciatore sammarinese
- 1978 - Kassim Ouma, pugile ugandese
- 1978 - Andrea Piccini, pilota automobilistico italiano
- 1979 - Ali Abbas Yasin, ex calciatore emiratino
- 1979 - Badar Al-Mahruqi, ex calciatore omanita
- 1979 - Saphia Azzeddine, scrittrice, attrice e sceneggiatrice marocchina
- 1979 - Diego Baldenweg, compositore svizzero
- 1979 - Myriam Catania, attrice, doppiatrice e direttrice del doppiaggio italiana
- 1979 - Nate Clements, ex giocatore di football americano statunitense
- 1979 - Emin, cantante e imprenditore azero
- 1979 - Kris Lang, ex cestista statunitense
- 1979 - Michele Maccanti, ex ciclista su strada italiano
- 1979 - Levan Melkadze, ex calciatore georgiano
- 1979 - Darren Mew, nuotatore britannico
- 1979 - John Salmons, ex cestista statunitense
- 1979 - Gianluca Saraceni, pallavolista italiano
- 1979 - Razundara Tjikuzu, ex calciatore namibiano
- 1980 - Abdulla Al Marzooqi, ex calciatore bahreinita
- 1980 - Guy Blaise, calciatore lussemburghese
- 1980 - Donny Boaz, attore statunitense
- 1980 - Roshika Deo, politica e attivista figiana
- 1980 - Javier Gandolfi, allenatore di calcio e ex calciatore argentino
- 1980 - Dorin Goian, dirigente sportivo, allenatore di calcio e ex calciatore rumeno
- 1980 - Berkant Göktan, ex calciatore tedesco
- 1980 - Miguel Jiménez, calciatore cileno
- 1980 - John Moffitt, ex lunghista statunitense
- 1980 - Dino Pes, fantino italiano
- 1980 - Mr. Phil, beatmaker e disc jockey italiano
- 1980 - Tsholola Tshinyama, ex calciatore della Repubblica Democratica del Congo
- 1981 - Ronnie Brown, giocatore di football americano statunitense
- 1981 - Wladimir Herrera, ex calciatore cileno
- 1981 - Eddie Kingston, wrestler statunitense
- 1981 - Jeruto Kiptum, siepista e mezzofondista keniota
- 1981 - Hakan Köseoğlu, ex cestista turco
- 1981 - Simone Lupino, attore italiano
- 1981 - Alassane N'Dour, ex calciatore senegalese
- 1981 - Olof Mörck, chitarrista svedese
- 1981 - Ali Niknam, imprenditore canadese
- 1981 - Harrison Omokoh, ex calciatore nigeriano
- 1981 - Jeret Peterson, sciatore freestyle statunitense († 2011)
- 1981 - Pedro Ríos, ex calciatore spagnolo
- 1981 - Alex Txikon, alpinista spagnolo
- 1981 - Daniel Viteri, allenatore di calcio e ex calciatore ecuadoriano
- 1981 - Stephen Warnock, ex calciatore inglese
- 1981 - Andrew Whitworth, ex giocatore di football americano statunitense
- 1981 - Akmal Rizal Ahmad Rakhli, ex calciatore malese
- 1982 - Dzmitryj Asipenka, ex calciatore bielorusso
- 1982 - Anna Cavazzini, politica tedesca
- 1982 - Greg Lansky, imprenditore francese
- 1982 - Heidi Løke, pallamanista norvegese
- 1982 - Mahir Şükürov, ex calciatore azero
- 1982 - Dmitrij Tursunov, allenatore di tennis e ex tennista russo
- 1983 - Johan Audel, ex calciatore francese
- 1983 - Anna Bader, modella e tuffatrice tedesca
- 1983 - Mavlet Batirov, lottatore russo
- 1983 - Lamsongkram Chuwattana, thaiboxer thailandese
- 1983 - Ross DeRogatis, ex cestista statunitense
- 1983 - José Félix Domínguez, schermidore argentino
- 1983 - Katrina Elam, cantautrice e attrice statunitense
- 1983 - Colby Genoway, ex hockeista su ghiaccio canadese
- 1983 - Nikola Ignjatijević, allenatore di calcio e ex calciatore serbo
- 1983 - Jonathan James, hacker statunitense († 2008)
- 1983 - Matteo Martari, attore italiano
- 1983 - Roni Porokara, ex calciatore finlandese
- 1983 - Chris Porter, ex calciatore inglese
- 1983 - Zerocalcare, fumettista italiano
- 1983 - Penitito Tumua, calciatore samoano
- 1984 - Daniel Agger, allenatore di calcio e ex calciatore danese
- 1984 - Therese Borssén, ex sciatrice alpina svedese
- 1984 - Gilles De Schrijver, attore, drammaturgo e sceneggiatore belga
- 1984 - Sophie Edington, nuotatrice australiana
- 1984 - Cameo Hicks, ex cestista statunitense
- 1984 - Lorenzo Holzknecht, scialpinista italiano († 2023)
- 1984 - Boris Kabi, ex calciatore ivoriano
- 1984 - Matthieu Ladagnous, ex ciclista su strada e ex pistard francese
- 1984 - Jessica Landström, ex calciatrice svedese
- 1984 - Steve Missillier, ex sciatore alpino francese
- 1984 - Albaye Papa Diop, ex calciatore senegalese
- 1984 - Jérémy Perbet, calciatore francese
- 1984 - Tia Ray, cantante cinese
- 1984 - Gilsivan Soares da Silva, ex calciatore brasiliano
- 1984 - Airi Taira, attrice, modella e personaggio televisivo giapponese
- 1984 - Philip Wheeler, giocatore di football americano statunitense
- 1984 - Angelique Widjaja, ex tennista indonesiana
- 1985 - Pat Calathes, ex cestista statunitense
- 1985 - Iva Ciglar, ex cestista croata
- 1985 - Sabine Devieilhe, soprano francese
- 1985 - Domingos Nascimento dos Santos Filho, ex calciatore brasiliano
- 1985 - Guilherme Alvim Marinato, ex calciatore brasiliano
- 1985 - Hem Bunting, ex maratoneta e mezzofondista cambogiano
- 1985 - Juninho Quixadá, calciatore brasiliano
- 1985 - Barnabas Kirui, ex siepista e ex mezzofondista keniota
- 1985 - Leandro Sales de Santana, ex calciatore brasiliano
- 1985 - Issa Ndoye, allenatore di calcio e ex calciatore senegalese
- 1985 - Deron Washington, ex cestista statunitense
- 1985 - Giannīs Zaradoukas, ex calciatore greco
- 1986 - Said Al-Ruzaiqi, calciatore omanita
- 1986 - Heinrich Barnes, lottatore sudafricano
- 1986 - Shea Buckner, pallanuotista e attore statunitense
- 1986 - Lucas Calabrese, velista argentino
- 1986 - Abdelkader Chadi, pugile algerino
- 1986 - Sam Cronin, ex calciatore statunitense
- 1986 - Mário Felgueiras, ex calciatore portoghese
- 1986 - Përparim Hetemaj, ex calciatore finlandese
- 1986 - Daniel Kocourek, calciatore ceco
- 1986 - Qri, cantante e attrice sudcoreana
- 1986 - Igor Mirčeta, calciatore e giocatore di calcio a 5 serbo
- 1986 - Pedro Antonio Sánchez Moñino, calciatore spagnolo
- 1986 - T.J. Ward, ex giocatore di football americano statunitense
- 1986 - Stephen Willis, calciatore cookese
- 1986 - Zhao Jun, scacchista cinese
- 1987 - Stephan Andrist, calciatore svizzero
- 1987 - Cédric Baseya, ex calciatore francese
- 1987 - Juan Manuel Cano, marciatore argentino
- 1987 - Jorge Córdoba, calciatore argentino
- 1987 - Calvin Kadi, ex calciatore sudafricano
- 1987 - Almat Kebispayev, lottatore kazako
- 1987 - Lao Lishi, tuffatrice cinese
- 1987 - Adam Larsen Kwarasey, allenatore di calcio e ex calciatore norvegese
- 1987 - Johana Ordóñez, marciatrice ecuadoriana
- 1987 - Sibel Redžep, cantante macedone
- 1987 - François Sakama, calciatore vanuatuano
- 1987 - Andrés Elionai Sánchez, ex calciatore venezuelano
- 1987 - Ronald Ketjijere, calciatore namibiano
- 1987 - Kate Todd, attrice e cantante canadese
- 1987 - James Washington, cestista statunitense
- 1988 - Luciano Avellino, giocatore di calcio a 5 argentino
- 1988 - Micael Borges, attore e cantante brasiliano
- 1988 - Edy-Nicolas Boyom, ex calciatore camerunese
- 1988 - Kévin Bru, ex calciatore francese
- 1988 - Lonah Chemtai Salpeter, mezzofondista e maratoneta keniota
- 1988 - Adrian Clifton, calciatore inglese
- 1988 - James Dayton, ex calciatore inglese
- 1988 - Roihau Degage, calciatore francese
- 1988 - Simone Grippo, ex calciatore svizzero
- 1988 - Hahm Eun-jung, cantante e attrice sudcoreana
- 1988 - Mamunul Mamul, calciatore bangladese
- 1988 - Marta Jujka, ex cestista polacca
- 1988 - Gianluca Maglia, ex nuotatore italiano
- 1988 - Alfred Morris, giocatore di football americano statunitense
- 1988 - Chris Perfetti, attore statunitense
- 1988 - Martina Piccolo, arbitro di calcio a 5 italiano
- 1988 - María Belén Potassa, calciatrice argentina
- 1988 - Nicola Ravaglia, calciatore italiano
- 1988 - Ivanildo Rodrigues, calciatore brasiliano
- 1988 - Douglas Friedrich, calciatore brasiliano
- 1988 - Aleksej Stul'nev, bobbista russo
- 1988 - Brian Umony, calciatore ugandese
- 1988 - Zhou Hongzhuan, atleta paralimpica cinese
- 1989 - Ahmad Black, ex giocatore di football americano statunitense
- 1989 - Juron Criner, giocatore di football americano statunitense
- 1989 - Alessio Di Chirico, ex artista marziale misto e ex giocatore di football americano italiano
- 1989 - Petronella Ekroth, calciatrice svedese
- 1989 - Ante Erceg, calciatore croato
- 1989 - Esquiva Falcão Florentino, pugile brasiliano
- 1989 - Mike Glennon, giocatore di football americano statunitense
- 1989 - Marshal Johnson, calciatore nigeriano
- 1989 - Viktor Knoch, pattinatore di short track ungherese
- 1989 - Kira Kovalenko, regista e sceneggiatrice russa
- 1989 - Omega Roberts, calciatore liberiano
- 1989 - Joe Sise, ex calciatore svedese
- 1989 - Dale Stephens, ex calciatore inglese
- 1990 - Tommaso Benvenuti, rugbista a 15 italiano
- 1990 - Richard Bett, maratoneta keniota
- 1990 - Ibragim Callagov, calciatore russo
- 1990 - Pablo Camacho, calciatore venezuelano
- 1990 - Leslie Cikra, pallavolista statunitense
- 1990 - Brice Dja Djédjé, calciatore ivoriano
- 1990 - Michel Kaltack, calciatore vanuatuano
- 1990 - Polat Kemboi Arıkan, mezzofondista e maratoneta turco
- 1990 - Nixon Chepseba, ex mezzofondista keniota
- 1990 - Andrij Kravec', goista ucraino
- 1990 - Larisa Kuklina, biatleta russa
- 1990 - Ashton Lambie, pistard statunitense
- 1990 - Seungri, cantautore, attore e produttore discografico sudcoreano
- 1990 - Sisay Lemma, maratoneta etiope
- 1990 - Aleksandra Lisowska, maratoneta e mezzofondista polacca
- 1990 - Luis Mendez, calciatore beliziano († 2013)
- 1990 - Victor Moses, calciatore nigeriano
- 1990 - David Norris, fondista statunitense
- 1990 - Krista Pärmäkoski, fondista finlandese
- 1990 - Romário Ricardo da Silva, calciatore brasiliano
- 1990 - Ane Santesteban, ciclista su strada spagnola
- 1990 - Tyron Smith, ex giocatore di football americano statunitense
- 1990 - Renan, ex calciatore brasiliano
- 1990 - Julia Soek, dirigente sportiva e ex ciclista su strada olandese
- 1990 - Tengku Amir Shah, principe malese
- 1991 - Dyllan Christopher, attore statunitense
- 1991 - Michael DiGregorio, cestista filippino
- 1991 - Annette Edmondson, ex pistard e ciclista su strada australiana
- 1991 - Nenad Gavrić, calciatore serbo
- 1991 - Oni Lattin, pallavolista statunitense
- 1991 - Jaime Lorente, attore spagnolo
- 1991 - Daniel Magder, attore canadese
- 1991 - Sophie Pacini, pianista tedesca
- 1991 - Fabrizio Paghera, calciatore italiano
- 1991 - Alessio Sabbione, calciatore italiano
- 1991 - Maria Selmaier, lottatrice tedesca
- 1991 - Demi Stokes, calciatrice inglese
- 1991 - El'murat Tasmuradov, lottatore uzbeko
- 1991 - Aleksandar Šćekić, calciatore montenegrino
- 1992 - Ramón Azeez, ex calciatore nigeriano
- 1992 - Eldis Bajrami, calciatore austriaco
- 1992 - Mutaro Embalo, ex calciatore guineense
- 1992 - Kubilay Cakici, lottatore tedesco
- 1992 - Chen Ruolin, ex tuffatrice cinese
- 1992 - Fousseny Coulibaly, calciatore ivoriano
- 1992 - Marco Djuričin, calciatore austriaco
- 1992 - Douwe Bob, cantautore, musicista e chitarrista olandese
- 1992 - Andreas Gianniōtīs, calciatore greco
- 1992 - Paul Lonyagata, mezzofondista e maratoneta keniota
- 1992 - Félix Maritaud, attore cinematografico francese
- 1992 - Gëzim Morina, cestista kosovaro
- 1992 - Dionísio Fernandes Mendes, ex calciatore guineense
- 1992 - Leroy Oehlers, ex calciatore olandese
- 1992 - Amarachi Okoronkwo, calciatrice nigeriana
- 1992 - Chiara Poeta, calciatrice italiana
- 1992 - Gianmarco Saurino, attore italiano
- 1992 - Teni, cantante nigeriana
- 1993 - C.J. Board, giocatore di football americano statunitense
- 1993 - Shawn Dawson, cestista israeliano
- 1993 - Luma Grothe, supermodella brasiliana
- 1993 - Mohamed Kone, ex calciatore burkinabé
- 1993 - Ravi Kumar Dahiya, lottatore indiano
- 1993 - Alice Nyström, cestista svedese
- 1993 - Miloud Rebiaï, calciatore algerino
- 1993 - Max Rendschmidt, canoista tedesco
- 1994 - Myenty Abena, calciatore surinamese
- 1994 - Devon Allen, ostacolista e giocatore di football americano statunitense
- 1994 - Vonn Bell, giocatore di football americano statunitense
- 1994 - Nathaniel Chalobah, calciatore sierraleonese
- 1994 - Wes Clark, cestista statunitense
- 1994 - Zach Cunningham, giocatore di football americano statunitense
- 1994 - Federica Del Buono, mezzofondista italiana
- 1994 - Besar Halimi, calciatore tedesco
- 1994 - Sekou Keita, calciatore guineano
- 1994 - Anton Makurin, calciatore russo
- 1994 - Mitch Pinnock, calciatore inglese
- 1994 - Giorgia Spinelli, calciatrice italiana
- 1994 - Patrick Haugen Veisten, ex sciatore alpino norvegese
- 1994 - Otto Warmbier, statunitense († 2017)
- 1995 - Matthew Adams, giocatore di football americano statunitense
- 1995 - Vivien Beil, calciatrice tedesca
- 1995 - Aleksandar Boljević, calciatore montenegrino
- 1995 - Abdy Bäşimow, calciatore turkmeno
- 1995 - Alessandro Capello, calciatore italiano
- 1995 - Robbie Crawford, calciatore scozzese
- 1995 - Santiago Danani, pallavolista argentino
- 1995 - Samuel Gaze, mountain biker e ciclista su strada neozelandese
- 1995 - Saquan Hampton, giocatore di football americano statunitense
- 1995 - David Kinsombi, calciatore tedesco
- 1995 - Judith Korir, maratoneta keniota
- 1995 - Ruslan Kudziev, giocatore di calcio a 5 russo
- 1995 - Liu Fangzhou, tennista cinese
- 1995 - Andrew Mackiewicz, schermidore statunitense
- 1995 - Kingsley Madu, calciatore nigeriano
- 1995 - Marie Mané, cestista francese
- 1995 - Inácio Miguel, calciatore portoghese
- 1995 - Mark O'Hara, calciatore scozzese
- 1995 - Nick Weiler-Babb, cestista statunitense
- 1996 - Oliver Askew, pilota automobilistico statunitense
- 1996 - Miguel Bernardeau, attore spagnolo
- 1996 - Djihad Bizimana, calciatore ruandese
- 1996 - Pierre Cornud, calciatore francese
- 1996 - Simone D'Ambrosio, tiratore a volo italiano
- 1996 - Jeff Gladney, giocatore di football americano statunitense († 2022)
- 1996 - Irene Guerrero, calciatrice spagnola
- 1996 - Lucas Hedges, attore statunitense
- 1996 - Jonah Koech, mezzofondista keniano
- 1996 - Sylwia Lipka, cantante polacca
- 1996 - Mohamed Mara, calciatore guineano
- 1996 - Duccio Marsili, pattinatore di velocità in-line italiano
- 1996 - Leandro Onetto, calciatore uruguaiano
- 1996 - Marwa Loud, cantante francese
- 1996 - Giulia Schiavo, attrice italiana
- 1996 - Stefan Velkov, calciatore bulgaro
- 1996 - Elisa Wong, attrice e modella italiana
- 1997 - Kundai Benyu, calciatore zimbabwese
- 1997 - Mimito Biai, calciatore guineense
- 1997 - Yanis David, triplista e lunghista francese
- 1997 - Rafael de Osma, sciatore nautico peruviano
- 1997 - Kimberly Loaiza, cantante e imprenditrice messicana
- 1997 - Mustapha Heron, cestista statunitense
- 1997 - Ceri Holland, calciatrice gallese
- 1997 - Mohamed Konaté, calciatore ivoriano
- 1997 - Sam Ligtlee, pistard olandese
- 1997 - Sebastian Mailat, calciatore rumeno
- 1997 - Frankie Musonda, calciatore inglese
- 1997 - Adolfo Muñoz, calciatore ecuadoriano
- 1997 - Ed Oliver, giocatore di football americano statunitense
- 1997 - Cody Riley, cestista statunitense
- 1997 - Devaughn Vele, giocatore di football americano statunitense
- 1997 - Davion Washington, giocatore di football americano statunitense
- 1997 - Yannick Yankam, calciatore maltese
- 1998 - Jamin Davis, giocatore di football americano statunitense
- 1998 - Erika-Shaye Gair, attrice canadese
- 1998 - Oliver Gerbig, calciatore hongkonghese
- 1998 - Batraz Gurciev, calciatore russo
- 1998 - Ida Hulkko, nuotatrice finlandese
- 1998 - Nicolás Laméndola, calciatore argentino
- 1998 - Natán Rivera, astista salvadoregno
- 1998 - João Tavares Almeida, calciatore portoghese
- 1998 - SKT, rapper e produttore discografico italiano
- 1999 - Alexander Bolaños, calciatore ecuadoriano
- 1999 - Jonathan Nahimana, calciatore burundese
- 2000 - Kaique Alves, nuotatore brasiliano
- 2000 - Imogen Ayris, astista neozelandese
- 2000 - Ilyas Chouaref, calciatore francese
- 2000 - Víctor Griffith, calciatore panamense
- 2000 - Ryan Kamp, ciclocrossista e ciclista su strada olandese
- 2000 - Kim Ju-sung, calciatore sudcoreano
- 2000 - Kendall Kipp, pallavolista statunitense
- 2000 - Titas Milašius, calciatore lituano
- 2000 - Devyn Nekoda, attrice e ballerina canadese
- 2000 - Kate O'Connor, multiplista irlandese
- 2000 - Ajak Riak, calciatore australiano
- 2000 - Jan Rohrer, canoista svizzero
- 2000 - Lucas Jade Zumann, attore statunitense

## XXI secolo(30)
- 2001 - Joselpho Barnes, calciatore tedesco
- 2001 - Oscar Chelimo, mezzofondista ugandese
- 2001 - Umi Imai, lottatrice giapponese
- 2001 - Kyle Kennard, giocatore di football americano statunitense
- 2001 - Eirin Maria Kvandal, saltatrice con gli sci norvegese
- 2001 - Ladji Mallé, calciatore maliano
- 2001 - Sam Mennenga, cestista neozelandese
- 2001 - Thai Dai Van Nguyen, scacchista ceco
- 2001 - Jospin Nshimirimana, calciatore burundese
- 2001 - Michael Olise, calciatore francese
- 2001 - Filip Salač, pilota motociclistico ceco
- 2002 - Aliou Baldé, calciatore guineano
- 2002 - Dylan Deschamps, sciatore freestyle canadese
- 2002 - Yi Christy Leung, pattinatrice artistica su ghiaccio hongkonghese
- 2002 - Timothé Mumenthaler, velocista svizzero
- 2002 - Kiara Rodriguez, atleta paralimpica ecuadoriana
- 2002 - Rihito Yamamoto, calciatore giapponese
- 2003 - Luther Burden III, giocatore di football americano statunitense
- 2003 - Valentina Colombo, pallavolista italiana
- 2003 - Kyshawn George, cestista svizzero
- 2003 - Lincoln Melcher, attore statunitense
- 2003 - Silas Nwankwo, calciatore nigeriano
- 2003 - Viktor Rogan, calciatore serbo
- 2003 - Dale Taylor, calciatore nordirlandese
- 2004 - Josen Escobar, calciatore colombiano
- 2004 - Sky Katz, rapper e attrice statunitense
- 2004 - Matija Mitrović, calciatore serbo
- 2004 - Artem Slesar, calciatore ucraino
- 2005 - Oliver Scarles, calciatore inglese
- 2006 - Loice Chekwemoi, ostacolista ugandese

## Senza anno specificato(1)
- Haruka Fukushima, fumettista giapponese